# Volkshochschule Weimar
Die Volkshochschule Weimar ist eine Einrichtung der Erwachsenenbildung in Weimar mit den Standorten Am Graben 6 und Herderplatz 9.

## Geschichtliche Vorbemerkungen
Diese Institution besteht seit dem  26. März 1919. Sie wurde als eine parteipolitisch und weltanschaulich ungebundene Bildungsinitiative engagierter Bürger gegründet. Bereits am 25. Februar schloss sich diese dem am 25. Februar 1919 in Jena gegründeten Dachverband „Volkshochschule Thüringen“ an.  Sie wurde im damaligen Gasthof „Chemnitius“ gegründet. Erst am 27. Juni 1928 wurde der Weimarer Volkshochschulverein gegründet, dessen erster Vorsitzender Ernst Leißling war. Zuvor hatte er 10 Jahre ohne Statut gewirkt.

## Haus Am Graben 6

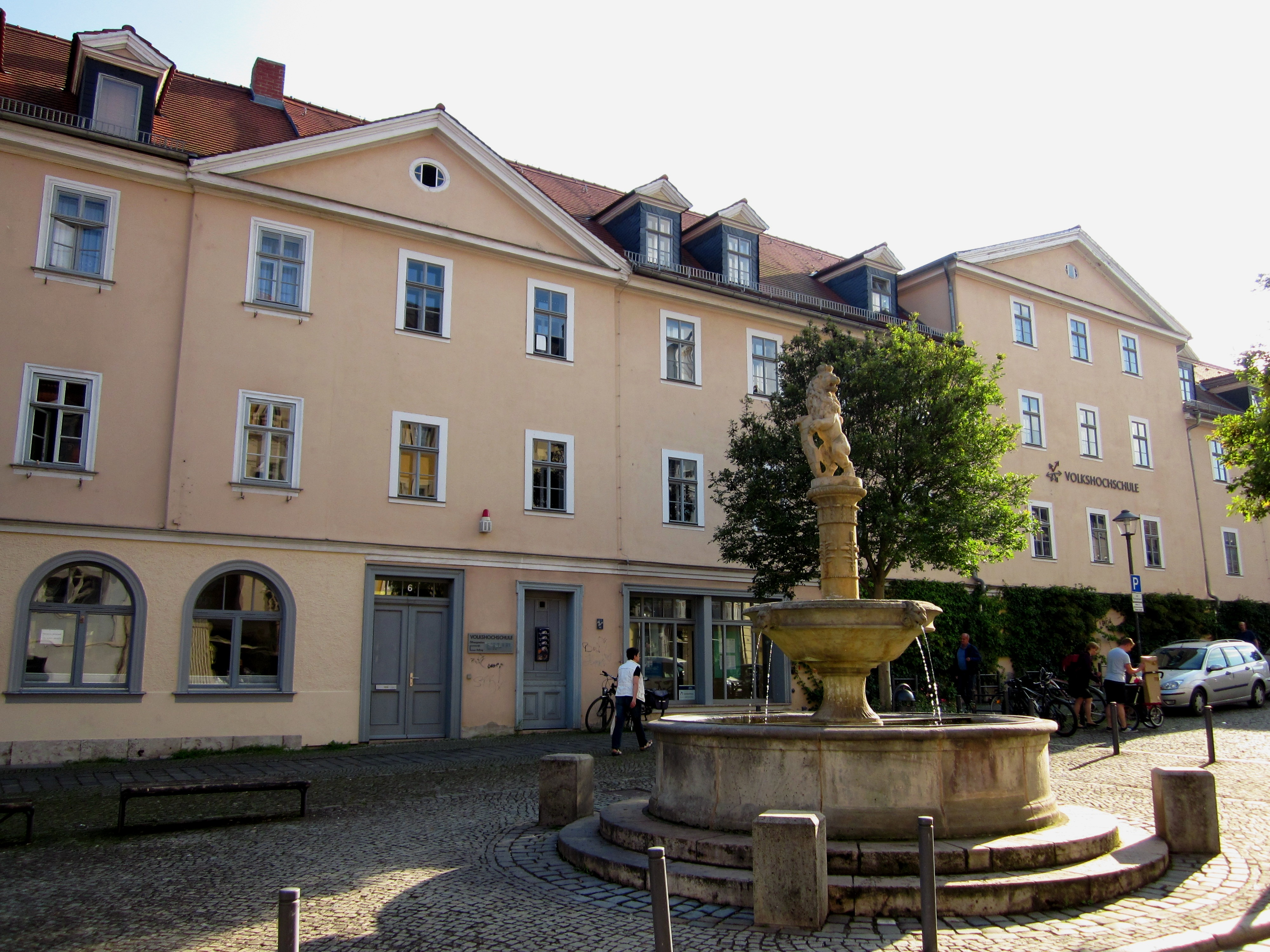
Volkshochschule Weimar, Am Graben 6

Es ist ein klassizistischer Bau aus dem 19. Jahrhundert mit einem Mittelrisalit und Dreiecksgiebel. Davor befindet sich der Löwenbrunnen. Für die Volkshochschule ist es das Hauptgebäude.

## Haus Herderplatz 9

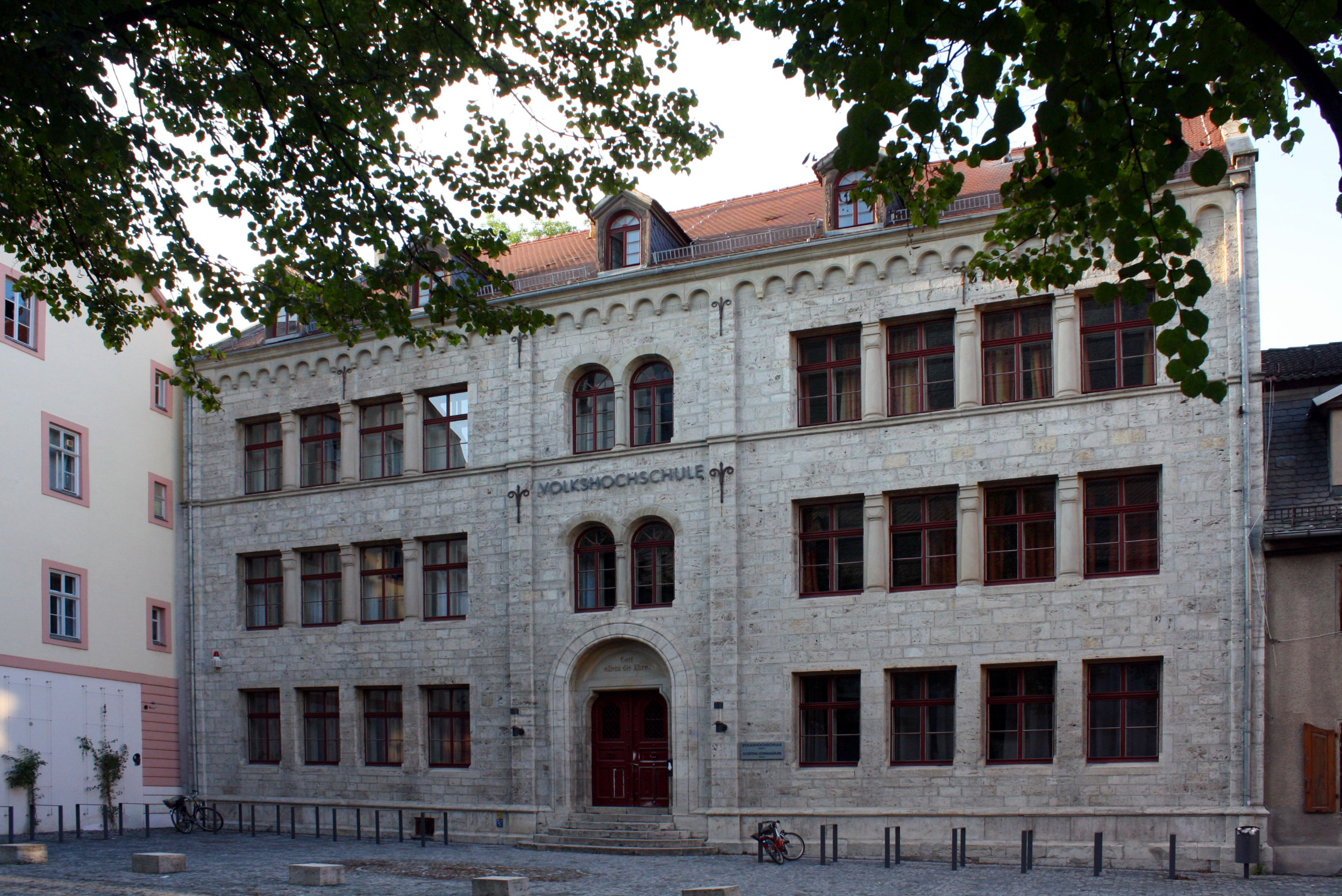
Volkshochschule Weimar, Herderplatz 9

Dieser aus Kalkstein errichtete Bau entstand 1857–1859 in der Amtszeit von Carl Heinrich Ferdinand Streichhan. Er hat eine neoromanische Formensprache. Carl Georg Kirchner fertigte den Entwurf unter der Leitung des Stadtbauinspektors Ernst Franz Eisenach (1822–1861).
Das zwischen beiden Gebäude liegende Grundstück grenzt an den Herdergarten. Herders Wohnhaus wiederum ist UNESCO-Welterbe. Sowohl Haus Am Graben 9 als auch Herderplatz 9 stehen auf der Liste der Kulturdenkmale in Weimar (Einzeldenkmale).

## Ausstellungen
Im Jahr 2021 initiierte die Volkshochschule eine Ausstellung zu dem Karikaturisten und ehemaligen Studenten am Weimarer Bauhaus Jesekiel David Kirszenbaum. Diese war in den Folgejahren an vielen Orten im In- und Ausland zu sehen.